# Cat People (film din 1942)
Cat People  (cu sensul de Oamenii felină) este un film american de groază din 1942 regizat de Jacques Tourneur și produs de Val Lewton. Rolurile principale au fost interpretate de actorii Simone Simon și Kent Smith.
DeWitt Bodeen a realizat scenariul  original al acestui film bazat pe o povestire scurtă a lui Val Lewton denumită The Bagheeta (publicată în 1930).

## Prezentare
Cat People  spune povestea unei tinere femei din Serbia, Irena, care se crede urmașa unei rase de oameni care se transformă în pisici atunci când sunt excitați sexual. 

## Distribuție
- Simone Simon - Irena Dubrovna Reed
- Kent Smith - Oliver Reed
- Tom Conway - Dr. Louis Judd
- Jane Randolph - Alice Moore
- Jack Holt - The Commodore
- Elizabeth Russell - sârboaică în restaurant (nem.)
- Alan Napier - Doc Carver (nem.)
- Theresa Harris - Minnie, chelneriță la cafeneaua  Sally Lunds  (nem.)

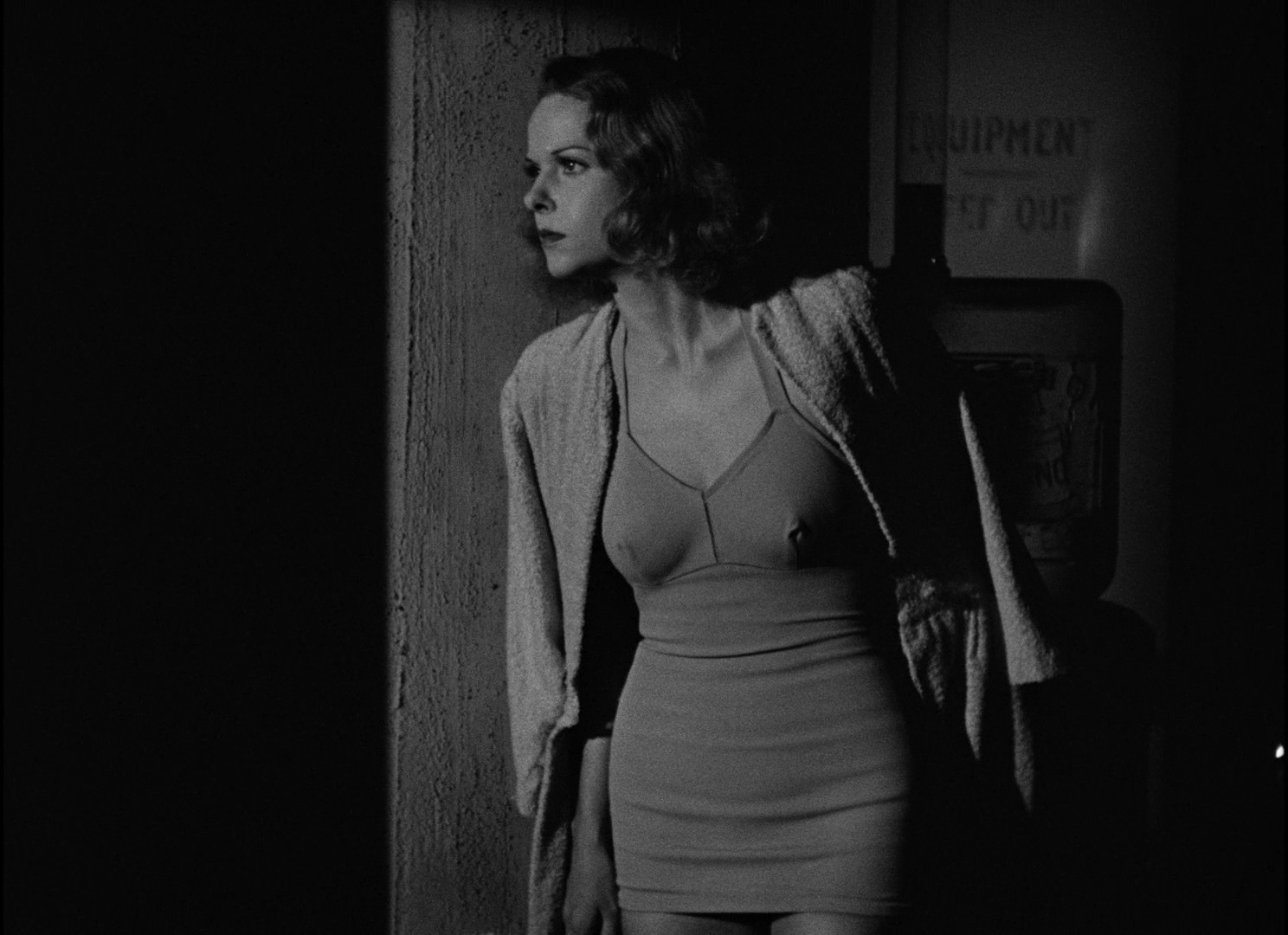
Jane Randolph în trailerul filmului Cat People

## Producție
Filmările au avut loc în perioada 28 iulie -  21 august 1942 la studiourile RKO ale lui Gower Gulch din Hollywood.. Cheltuielile de producție s-au ridicat la 134.000 $ și a avut încasări de 8 milioane $. 
Cat People este prima producție a producătorului Val Lewton, care a fost un jurnalit, romancier și poet care a devenit scenarist editor pentru David O. Selznick. RKO l-a angajat pe Lewton ca să realizeze filme  horror la bugete sub 150.000 pentru titlurile oferite de studio.

## Primire
Părerile criticilor sunt împărțite, Monthly Film Bulletin apreciază filmul ca fiind „o poveste fantastică, produs și regizat destul de bine” în timp ce revista Variety consideră că filmul este "bine făcut ținând cont de bugetul său moderat", menționând că „se bazează pe surprinderea  psihologiei și reacției mentale în defavoarea prezentării vizuale a transformării în personaje grotești”. Bosley Crowther (New York Times) a făcut filmului o recenzie negativă, considerând că temele sale sunt explorate într-o "notă plictisitoare și grafic neproductivă" și a descris filmul ca fiind o "încercare evidentă  de a șoca".

## Sequel
Lewton a fost de acord cu producerea unui nou film The Curse of the Cat People în 1944, în care Kent Smith și Jane Randolph interpretează aceleiași personaje iar Simone Simon apare ca o fantomă sau un prieten imaginar al fetiței cuplului. O refacere a filmului original a apărut în 1982, regizată de Paul Schrader, cu Nastassja Kinski, Malcolm McDowell și John Heard. În martie 1999 un al doilea remake al filmului a  fost anunțat ca o coproducție între Universal Pictures și Overbrook Entertainment. Refacerea urma să beneficieze de un scenariu de  Rafael Moreu și ar fi avut loc în New York-ul modern.

## Lansare DVD
În Statele Unite, Cat People și The Curse of the Cat People au apărut împreună pe un DVD ca parte a Val Lewton Horror Collection DVD box. A mai fost lansat pe DVD în alte țări: în Franța (ca La Féline), Spania (ca La mujer pantera) sau Germania (ca Katzenmenschen), în timp ce în Regatul Unit a fost lansat doar pe VHS.